# Angelica Garnett
Pour les articles homonymes, voir Garnett et Bell.
Angelica Garnett, née Angelica Vanessa Bell le 25 décembre 1918 et morte le 4 mai 2012, est une artiste-peintre et une femme de lettres britannique. Elle est aussi la dernière représentante du Bloomsbury Group.

## Bloomsbury
Angelica est la fille de l'artiste peintre Vanessa Bell (la sœur aînée de Virginia Woolf), et du peintre Duncan Grant. Angelica, née tardivement, a pour frères aînés le poète Julian Bell et le peintre et historien Quentin Bell.
Elle passe son enfance au centre du cénacle de Bloomsbury. Les adultes, autour d'elle, sont les amis intimes de la famille Bell-Woolf. Ils se nomment Roger Fry, John Maynard Keynes, E. M. Forster, Lytton Strachey, Lady Ottoline Morrell.
Après avoir terminé ses études à Longford Grove School (Essex), Angelica Bell visite Rome et Paris en 1935.

## Ruptures
Son frère aîné Julian meurt en 1937, lors de la guerre civile espagnole, où il a rejoint les Républicains. C'est dans l'ambiance de ce deuil qui frappe tout le Bloomsbury Group qu'Angelica apprend qu'elle est la fille du peintre Duncan Grant, amant quasi officiel de sa mère.
Une telle situation n'aurait rien que de banal si le mariage d'Angelica Bell n'était en jeu : elle s'apprête en effet à épouser l'écrivain David Garnett, un veuf qui a vingt-six ans de plus qu'elle. Or celui-ci est l'amant de Duncan Grant depuis de nombreuses années. Il semble même que Duncan Grant, le jour de la naissance de sa fille, ait fait promettre à David Garnett de l'épouser quand elle aurait vingt ans. Angelica décide cependant de passer outre et, le 8 mai 1942, finit par épouser David Garnett, dont elle porte désormais le nom pour signer ses livres et ses tableaux. Clive et Vanessa Bell sont scandalisés.
La réconciliation avec Clive Bell et Vanessa Bell a lieu grâce à la naissance des enfants de David et d'Angelica Garnett. Ils ont quatre filles : Amaryllis Virginia ; Henrietta Catherine Vanessa ; et les jumelles Nerissa et Frances. Puis ils se séparent, peu avant 1961, année de la mort de Vanessa Bell. À partir de cette date, Angelica Garnett va vivre à Charleston Farmhouse, la propriété de son père biologique, Duncan Grant, auprès duquel elle restera jusqu'à sa mort en 1978. Après avoir rompu avec sa femme, David Garnett, de son côté, s'est installé en France, près de Cahors, où il mourra en 1981.
Parmi les quatre filles, Amaryllis (1943-1973) devient actrice tandis que Henrietta (née en 1945) est écrivain. Elle épouse Burgo Partridge, neveu de son père par sa première femme Ray. Aujourd'hui, elle gère l'héritage de David Garnett et de Duncan Grant. L'une des jumelles, Nerissa (1946-2004), fait carrière en tant que peintre et photographe.

## Documents
L'autobiographie que publie Angelica Garnett en 1985, Deceived with Kindness (Trompeuse Gentillesse), démythifie le cénacle de Bloomsbury et provoque de multiples controverses. Ce livre reçoit le prix Ackerley, qui récompense les autobiographies.
Elle quitte l'Angleterre en 1984 et vit dans le Midi de la France, non loin de Forcalquier. En 1993, elle fait don de ses archives personnelles à la bibliothèque de King's College (Cambridge).